# Рём, Эрнст
Эрнст Юлиус Гюнтер Рём (нем. Ernst Julius Günther Röhm; 28 ноября 1887[…], Мюнхен, Королевство Бавария, Германская империя — 1 июля 1934[…], Мюнхенская тюрьма, Германия) — немецкий государственный, политический и военный деятель, один из лидеров национал-социалистов и руководитель СА.
Вместе с некоторыми другими руководителями СА был убит по приказу Гитлера в ходе акции «Ночь длинных ножей».

## Биография

### Ранние годы
Родился в Мюнхене в семье железнодорожного служащего, был младшим из троих детей. Старший брат — Роберт Рём (1879—1974), который пошёл по стопам отца и стал железнодорожным служащим. Старшая сестра — Элеонора Рём, замужем за австро-венгерским, затем австрийским чиновником Адольфом Липпертом. Их сыновья: Роберт Липперт (1902—1966), австрийский юрист, и Бернхард Липперт (1904—1946), служащий германского МИДа при Гитлере.
Будучи протестантской, семья принадлежала в Баварии к меньшинству. В родительском доме Рёму прививали строгую привязанность к баварской королевской семье, которую он сохранял по крайней мере до 1930 года.
С осени 1897 года по весну 1906 года Рём посещал гимназию Максимилиана в Мюнхене, где он получил аттестат зрелости. Под влиянием дяди Зигмунда Рёма, ветерана франко-прусской войны и свидетеля провозглашения единой Германии в Версале, он с детства мечтал о карьере кадрового военного. По окончании гимназии в июне 1906 года он поступил фанен-юнкером в баварскую армию. В марте 1908 года окончил военное училище в Мюнхене и в звании лейтенанта направлен в 10-й пехотный полк «Король Людвиг» в Ингольштадте. В довоенные годы прослыл там денди и бонвиваном. Личные отношения, которые завязались в то время со многими однополчанами, впоследствии очень пригодились. Он назначал своих товарищей на руководящие должности в возглавляемых им политических организациях.
С 1913 года Рём проходил обучение на адъютанта, а зимой 1914 года ему было поручено актуализировать мобилизационный план своего полка.

### Первая мировая война
В начале Первой мировой войны 10-й баварский пехотный полк, к котором служил Рём, выступил на запад. После поражения Германии в битве на Марне полк участвовал в наступлении на Лотарингию. 24 сентября 1914 года в ходе боёв под Спадой Рём получил ранение в лицо, от которого остались необратимые шрамы. В госпитале ему не очень искусно заменили оторванную носовую кость пластиковой. Впоследствии ему пришлось научиться дышать своим новым носом и из-за трудностей с дыханием перенести ещё несколько операций. Так как рана время от времени начинала гноиться, проблемы со здоровьем остались на всю оставшуюся жизнь.
19 октября 1914 года Рём был награждён Железным крестом 2-й степени. 3 декабря 1914 года ему было присвоено звание обер-лейтенанта.
17 апреля 1915 года в должности полкового адъютанта Рём вернулся в 10-й пехотный полк в Спаде. 2 июня 1915 года назначен командиром 10-й роты. Позже он назвал это время «лучшим [годом] моей военной жизни». 18 апреля 1916 года ему было присвоено звание капитана.
Во время битвы под Верденом 23 июня 1916 года в результате дружественного огня Рём снова получил серьёзные ранения. Во время штурма бункера он был ранен четырнадцатью осколками в голову, спину, плечи и левое бедро. Последующие шесть месяцев до декабря 1916 года он провёл в госпиталях во Франкфурте, Мюнхене и Хоэнашау. 12 августа 1916 года был награждён Железным крестом 1-й степени. 2 декабря 1916 года выписан из госпиталя как годный к гарнизонной службе. С декабря 1916 года по 29 мая 1917 года служил адъютантом начальника армейского отдела баварского военного министерства Густава Кресса фон Крессенштейна.
29 мая 1917 года Рём был назначен ординарцем в штабе 12-й баварской пехотной дивизии под командованием Гуго фон Хуллера и (с 6 июня 1917 года) Карла фон Нагеля цу Айхберга. До середины апреля 1918 года эта дивизия дислоцировалась в Румынии, а в последние месяцы войны — на Западном фронте. После увольнения 2-го офицера генерального штаба дивизии на Рёма было возложено выполнение его обязанностей. На этой должности он отвечал за пополнение, размещение, снабжение и питание, а также за медицинское обеспечение дивизии, проявив себя отличным организатором, особенно во время отступления Германии из Фландрии.

### Первые послевоенные годы
В октябре 1918 года Рём тяжело заболел «испанкой», но выздоровел после продолжительного лечения. После демобилизации в 1919 году он вступил во фрайкор под командованием Франца фон Эппа и участвовал в жестоком подавлении Баварской советской республики. В июле 1919 года был принят в состав 7-й (Баварской) дивизии рейхсвера. Вместе с другими офицерами рейхсвера националистических взглядов, в том числе Карлом Майром и Беппо Рёмером, Рём основал неформальное офицерское объединение «Железный кулак». На одной из сходок этой группировки в начале осени 1919 года он познакомился с Адольфом Гитлером, который тогда был агентом под прикрытием в политотделе разведывательной службы под руководством Майра, а затем вёл курсы политической подготовки для рейхсвера. Как и Гитлер, Рём стал членом Немецкой рабочей партии.
Рём руководил отделом вооружения рейхсвера в Баварии и в 1921 году возглавил фельдцейхмейстерай, которая была вновь создана после расформирования местных сил обороны. Задачей этого незаконного объекта было сокрытие запасов оружия и боеприпасов, запрещённых Межсоюзнической контрольной комиссией в соответствии с положениями Версальского договора. Распоряжаясь этими секретными складами оружия, Рём приобрёл чрезвычайно влиятельное положение в правых националистических баварских военизированных объединениях. Поэтому он слыл «пулемётным королём Баварии».

### В НСДАП

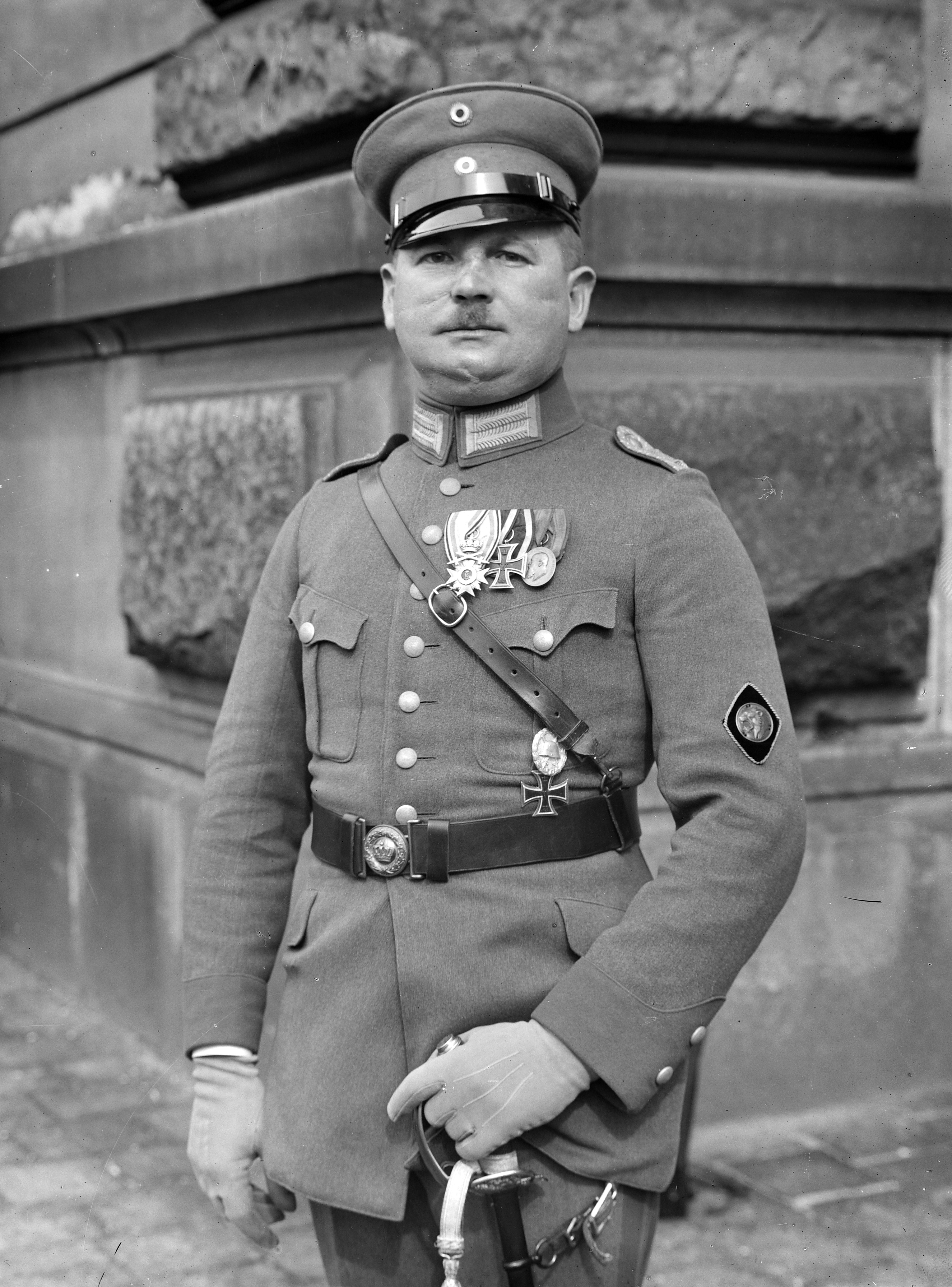
Рём в форме капитана рейхсвера с нарукавным знаком фрайкора Эппа. Мюнхен, 1924

Через год после вступления в Немецкую рабочую партию Эрнст Рём стал одним из первых членов Национал-социалистической немецкой рабочей партии (членский номер 623) под руководством Гитлера. Он помог Гитлеру установить первые контакты с баварскими военными и политиками и убедил многих из них вступить в НСДАП. Рём сыграл также важную роль в дальнейшем организационном развитии партии.
Для обеспечения безопасности Гитлера из солдат 19-й миномётной роты Рём организовал подвижную группу. На её основе была создана служба порядка партии, впоследствии переименованная в физкультурно-спортивное отделение, а затем — в штурмовой отряд (нем. Sturmabteilung, сокращённо СА). Он также лично подбирал командиров. Основу руководства СА составили выходцы из штаба 2-й морской бригады, расформированной за участие в Капповском путче, во главе с её командиром капитаном 3 ранга Германом Эрхардтом.
Практически сразу же между Рёмом и Гитлером стали возникать разногласия относительно целей и задач СА. Гитлер видел в штурмовых отрядах группы бойцов, готовых выполнить любое задание партийного руководства. Рём же воспринимал СА как ядро будущей революционной армии. В этом его поддерживали военные, рассматривавшие штурмовиков как резервные части. Чтобы усилить своё влияние в СА, Гитлер назначил командующим отрядами Германа Геринга, а затем как противовес создал свою личную охрану, превратившуюся в дальнейшем в СС.
В конце 1921 года Рём возглавил мюнхенскую группу «Имперского флага», военизированного союза под руководством его друга, капитана рейхсвера Адольфа Хейса. По инициативе Рёма 4 февраля 1923 года «Имперский флаг» объединился с союзом «Оберланд», союзом «Викинг» и СА в рабочее содружество отечественных боевых организаций. Когда общественность узнала о приказах Рёма по «Имперскому флагу», в которых действующие офицеры назывались руководителями военных учений, он официально сложил с себя руководство союзом, но продолжал работать в нём неофициально. 1 мая 1923 года участники марша рабочего содружества, несмотря на категорический запрет со стороны рейхсвера, получили оружие из его запасов. За это Рём был привлечён к ответственности и уволен из штаба дивизии. На объявленный перевод в Байройт он ответил прошением об отставке в надежде остаться в Мюнхене. Увольнение действительно отменили, а Рёма отправили в отпуск до дальнейшего распоряжения. 25 сентября 1923 года по инициативе Рёма Гитлер взял на себя политическое руководство Немецким боевым союзом. Самоуверенный Рём видел в Гитлере эффектного «барабанщика», но сам исходил из «примата солдата над политиком».
26 сентября 1923 года во избежание перевода в Берлин Рём снова подал прошение об увольнении из рейхсвера. Ещё находясь в отпуске, он полностью сосредоточился на работе в союзе «Имперский флаг». Поскольку Хейс не был готов следовать его курсу и вместе со своей организацией покинул боевой союз, в октябре 1923 года Рём вывел из «Имперского флага» южнобаварскую ячейку и основал союз «Имперского военного флага». Этот союз поддержал инициативу Гитлера и Эриха Людендорфа организовать путч. 9 ноября 1923 года Рём сыграл ключевую роль в гитлеровском путче, заняв со своим отрядом здание военного министерства. За это ему пришлось отбыть пятимесячный тюремный срок. Из рейхсвера он ушёл ещё до суда над Гитлером. В результате попытки государственного переворота СА и НСДАП были запрещены.

### Руководитель Фронтбана и уход из политики
После провала путча Рём был арестован, но затем выпущен на поруки. Находившийся в Ландсбергской тюрьме Гитлер назначил его руководителем подпольных штурмовых отрядов. В качестве легального прикрытия Рём создал «Фронтбан» (объединение фронтовиков) под формальным руководством генерала Людендорфа. Во главе союза Рём развернул бурную деятельность по расширению влияния национал-социалистов за пределами Баварии. Ему удалось привлечь на свою сторону бывших бойцов фрайкоров и других полувоенных формирований Северной Германии, увеличив численность СА с 2 тысяч человек накануне Пивного путча до 30 тысяч.
В декабре 1924 года Гитлер, выйдя из тюрьмы, поручил Рёму сформировать новые штурмовые отряды. Но тут между ними возник конфликт, который в итоге привёл к разрыву отношений. Гитлер ни в коем случае не хотел допустить независимости штурмовиков, которые диктовали бы ему свою политическую волю. Однако Рем настаивал на своем, пытаясь доказать, что партократ не может командовать солдатом. В меморандуме на имя Гитлера он писал:

Я не потерплю политики ни во «Фронтбане», ни в СА. Я строжайше запретил фюрерам СА выполнять указания партийных функционеров.
Однако Гитлер все же решил не допускать создания СА, пока он не будет полностью уверен, что впредь штурмовики никогда не будут навязывать ему свою волю. В результате 30 апреля 1925 года Рём послал Гитлеру прощальную записку:

В память о тяжёлых и прекрасных часах, проведённых вместе, сердечно благодарю тебя за товарищеское отношение и прошу не лишать меня твоей дружбы.
Через месяц Гитлер ответил, но не лично, а через своего секретаря:

Никакой военной организации г-н Гитлер впредь создавать не намерен. И если в своё время он и пошёл на подобный шаг, то лишь по настоянию некоторых господ, которые в итоге предали его. Сегодня же он нуждается только в охране партийных собраний, как до 1923 года.
В 1925 году Рём подал в отставку. В результате «Фронтбан» быстро развалился. После роспуска его мюнхенского руководства некоторые местные отделения союза стали независимыми, а к началу 1926 года закрылись.
В последующие годы Рём некоторое время работал торговым агентом и написал автобиографию «История государственного изменника».
За отказ сотрудничать с комитетом рейхстага по расследованию совершённых в начале 1920-х годов убийств по приговору тайного судилища и особенно за неуважительное обращение с председателем комитета еврейского происхождения Паулем Леви, на него был наложен штраф. За отказ от оплаты штрафа его приговорили к десяти дням тюремного заключения, которое он отбывал с 9 по 19 февраля 1927 года в тюрьме Штадельхайм.
В 1928 году Рём попытался возобновить работу в НСДАП, но вскоре отказался от этой затеи.

### Военный инструктор в Боливии
В середине декабря 1928 года на пароходе «Кап Полонио» вместе с молодым художником Мартином Шетцлем, сопровождавшим его в качестве секретаря, Рём покинул Германию   и 31 декабря сошёл на берег в Буэнос-Айресе. 5 января 1929 года он прибыл в Ла-Пас, резиденцию правительства Боливии. Сначала он работал преподавателем в военной академии страны, что в первую очередь давало ему возможность выучить испанский язык, на котором он вскоре стал свободно говорить. Боливийская сторона проигнорировала протесты против его трудоустройства со стороны французского правительства.
С июня по сентябрь 1929 года Рём занимал должность войскового инспектора, после чего до августа 1930 года был начальником штаба 1-й дивизии боливийской армии в Оруро под командованием генерала Карлоса де Гумусио. В Оруро ему первоначально был поручен контроль над гарнизонами в Чальяпате, Уюни и Потоси, которые он готовил к ежегодным осенним манёврам боливийской армии в октябре 1929 года (и сам одержал победу в качестве руководителя одной из команд-участниц). Затем он возглавил обучение новобранцев и в отсутствие Гумусио на несколько недель взял на себя руководство 1-й дивизией.
Во время пребывания в Боливии Рём не стал разрывать своих связей с родиной и с большим интересом следил за политическими событиями в Германии. Он подписался на газету Völkischer Beobachter и поддерживал интенсивную переписку со старыми политическими друзьями, такими как баварский наследный принц Руппрехт, которому он заявил о своей поддержке монархии, и с Генрихом Гиммлером, который как раз взял на себя руководство СС. Однако в июле 1930 года он отклонил предложение НСДАП вернуться в Германию, чтобы баллотироваться на выборах в рейхстаг в сентябре 1930 года.
По словам его австралийского биографа Элеоноры Хэнкок, Рём вскоре доказал, что превосходит начальника штаба Ганса Кундта как интеллектуально, так и в своих способностях военачальника и организатора. Это, по мнению Хэнкок, возможно, помогло укрепить его уверенность в том, что после того как национал-социалисты придут к власти, он сможет взять на себя ведущую роль в немецкой армии и, таким образом, объединить свои военные и политические амбиции.
В это время Рём решил не продлевать свой контракт с правительством Боливии, действовавший до 31 декабря 1930 года, и вернуться в Германию. Однако официально он не ушёл из боливийской армии, а получил должность действующего офицера в долгосрочном отпуске. До конца своей жизни он сохранял открытой возможность вернуться на военную службу в Боливии: в 1931 и 1932 годах он вовремя подавал заявление о продлении срока в посольство Боливии в Берлине. В период разногласий с Гитлером относительно курса немецкой военной политики он даже подумывал о возвращении в Южную Америку.
В середине октября 1930 года Рём покинул Боливию и 6 ноября 1930 года прибыл в Мюнхен.

### Начальник штаба СА
Во время пребывания Рёма в Боливии параллельно с политическим подъёмом НСДАП в 1930 году внутри партии развернулась ожесточенная борьба относительно её курса. Летом 1930 года один из руководителей СА Вальтер Штеннес, отвечавший за Берлин и районы Восточной Эльбы, призвал включить членов СА в избирательный список НСДАП в рейхстаг. Так как партийное руководство не выполнило это требование в желаемой степени, берлинские штурмовики устроили «мятеж», отказавшись выполнять свои задачи и заняв здание управления гауляйтера. Хотя Гитлеру удалось подавить восстание, он пришёл к выводу, что СА нуждается в новом руководстве. В результате он вызвал Рёма в Германию. В этот момент руководитель СА Франц Пфеффер фон Заломон, занимавший этот пост с 1927 года, подал в отставку. В последующие месяцы до конца 1930 года временное руководство СА находилось в руках предыдущего начальника штаба Пфеффера Отто Вагенера.
Когда в ноябре 1930 года Рём вернулся в Германию, Гитлер, который в сентябре 1930 года провозгласил себя «верховным фюрером СА» (тем самым отменив прежнее разделение руководства НСДАП и СА и объединив в своём лице руководство обеими организациями), предложил ему должность «верховного начальника штаба» СА. Будучи за границей, Рем не участвовал в спорах внутри НСДАП и поддерживал хорошие личные отношения с Гитлером.
На собрании руководителей СА в Мюнхене 30 ноября 1930 года Гитлер объявил, что поручил Рёму руководство СА, против чего Штеннес и присутствовавшие руководители СА Северной Германии выразили резкий протест.
5 января 1931 года Рём вступил в должность, превратив СА в широкое движение, с помощью которого он оказывал существенное влияние на поведение НСДАП. Под его руководством численность СА значительно увеличилась за короткий период времени. На момент его назначения в рядах СА числились 77 тыс., а в апреле 1931 года — уже более 100 тыс. человек. В 1931 году заместителем Рёма стал обергруппенфюрер СА Эдмунд Хайнес. В январе 1932 года численность СА достигла 290 тыс., а в период прихода к власти национал-социалистов весной 1933 года – около 430 тыс. человек. В 1932 году Рём назначил своего боевого товарища и адъютанта Роберта Бергмана в верховное руководство СА. Постепенно он поставил своих доверенных лиц на другие важные должности в высшем руководстве СА, а также в штабах региональных отделений СА и тем самым упрочил свои позиции в национал-социалистическом движении.
В апреле 1932 года рейхсканцлер Генрих Брюнинг запретил СА. В июне запрет был снят его преемником Францем фон Папеном. В результате накануне выборов в рейхстаг в июле 1932 года вспыхнули беспорядки, в результате которых в общей сложности погибли около 300 человек и более 1100 получили ранения. Перед выборами в рейхстаг в марте 1933 года СА не чуралась применять пытки для запугивания политических оппонентов.

### Гомосексуальные скандалы
В 1931–1932 годах Рём оказался в центре внимания прессы, которая много писала о его гомосексуальности. Самые разные противники национал-социализма надеялись нанести таким образом удар по самому Гитлеру и остановить его политический подъём.
По словам Рёма, он обнаружил свою гомосексуальность в 1924 году и после этого стал посещать берлинские ночные клубы, такие как Kleist Casino, Silhouette, Internationale Diele и Eldorado. В 1925 году его гомосексуальность впервые стала предметом судебного разбирательства: тогда он обвинил мальчика-проститутку по имени Герман Зигесмунд в краже багажной квитанции, чтобы вместо него получить сданный в камеру хранения чемодан. В ходе допроса Зигесмунда полиция установила, что в январе 1925 года Рём пригласил его в свой гостиничный номер, чтобы заняться сексом. Поскольку Зигесмунд заявил, что он покинул номер до того, как это произошло, до судебного разбирательства против Рёма дело не дошло. Однако пресса высмеяла 
этот конфуз: «Если остаешься в Берлине на ночь, не спускай глаз со всего чемодана».
Подробности о сексуальной жизни Рёма с 1931 по 1934 год стали известны в ходе судебного процесса, который состоялся через несколько месяцев после его смерти в ноябре 1934 года в уголовном суде Мюнхенского окружного суда против некоторых выживших членов его окружения, обвиненных в блуде и сводничестве. Обвиняемыми были его бывший адъютант Карл Леон Дю Мулен-Экарт, его личный слуга Ганс Хольч-Ридерер, сотрудник полиции и близкий друг Рёма Герхард фон Прош, а также Петер Граннингер. Последний за ежемесячную плату регулярно вербовал  подростков в возрасте от 14 до 20 лет в качестве сексуальных партнёров Рёма, за что они получали деньги и выплаты в натуральной форме (сигареты, посещение кафе и т. п.). Сексуальные контакты Рёма с молодыми людьми происходили с большой осторожностью либо в его мюнхенской квартире (после 1933 года на вилле, куда он переехал в том же году), либо в квартирах различных сотрудников. Биограф Рёма Элеонора Хэнкок отмечает, что на допросах в полиции до 1933 года Рём настаивал на том, что не совершал сексуальных действий, которые нарушали бы параграф 175 Уголовного кодекса, однако и они шли вразрез с установленными в обществе моральными представлениями и могли шокировать общественность. В 1934 году окружной суд Мюнхена квалифицировал действия Рёма в отношении его партнёров, как действия, аналогичные половому сношению в смысле параграфа 175, и тем самым как противоестественный блуд. Только в 1931 году из-за сексуальных контактов с молодыми мужчинами против Рёма было заведено пять уголовных дел.
В конечном счёте, реальные сексуальные отношения Рёма не могут быть полностью реконструированы, так как сохранившиеся источники представляют собой преимущественно судебные документы или сообщения прессы с намерением политического разоблачения. Его представление об однополых отношениях отличалось как от сублимированной гомосексуальности Ганса Блюэра, так и от концепции «третьего пола» Магнуса Хиршфельда. Скорее всего, оно было ориентировано на мужчину-солдата, сочетало дух товарищества с самоотверженной дисциплиной и четко отмежёвывалось от женственности.
Сторонники Вальтера Штеннеса, смещённого командира штурмовиков Берлина, выражали явное недовольство назначением на руководящий пост гомосексуала, по их мнению, позорившего СА. Гитлер в ответ на поступавшую к нему информацию, компрометирующую Рёма, говорил, что примет решение, когда ему будут предоставлены доказательства.
И доказательства вскоре появились. В социал-демократической газете «Мюнхнер пост» стали печататься рассказы о похождениях Рёма и публиковаться его письма. Пытаясь найти источник утечки информации, Рём поручил журналисту Георгу Беллу встретиться с Карлом Майром, ставшим к тому времени демократом. Майр сообщил, что некоторые из деятелей НСДАП планируют физическое устранение Рёма.
И, действительно, после очередного отказа Гитлера снять Рёма со своего поста верховный судья партии Вальтер Бух задумал убийство некоторых высших руководителей СА, однако вследствие нерешительности исполнителей замысел провалился.
После того как стало известно о контактах Рёма с Майром, разразился новый скандал. Мартин Борман, зять Буха и его доверенное лицо, в ярости сказал:

Это не лезет ни в какие ворота. Один из видных руководителей партии встречается с идеологическим противником… и возводит хулу на членов своей партии, называя их свиньями.

### «Вторая революция»

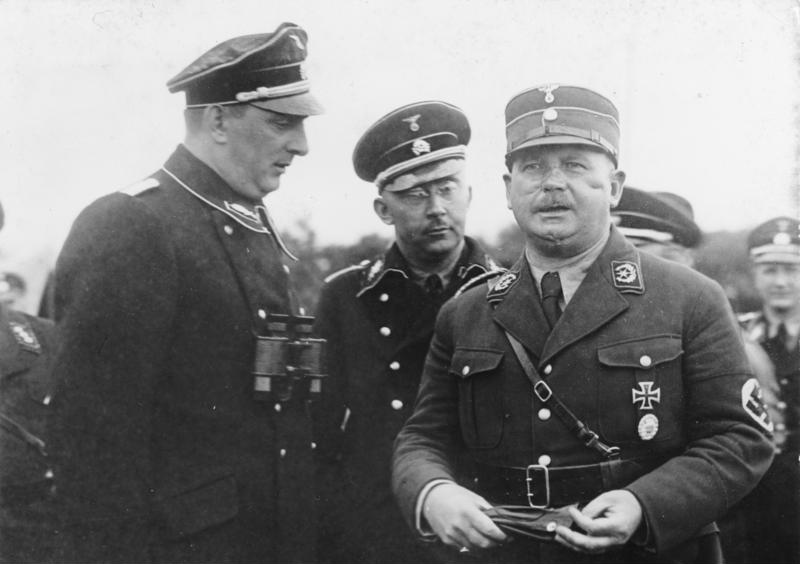
Курт Далюге, Гиммлер и Рём на партсъезде. Нюрнберг, август 1933

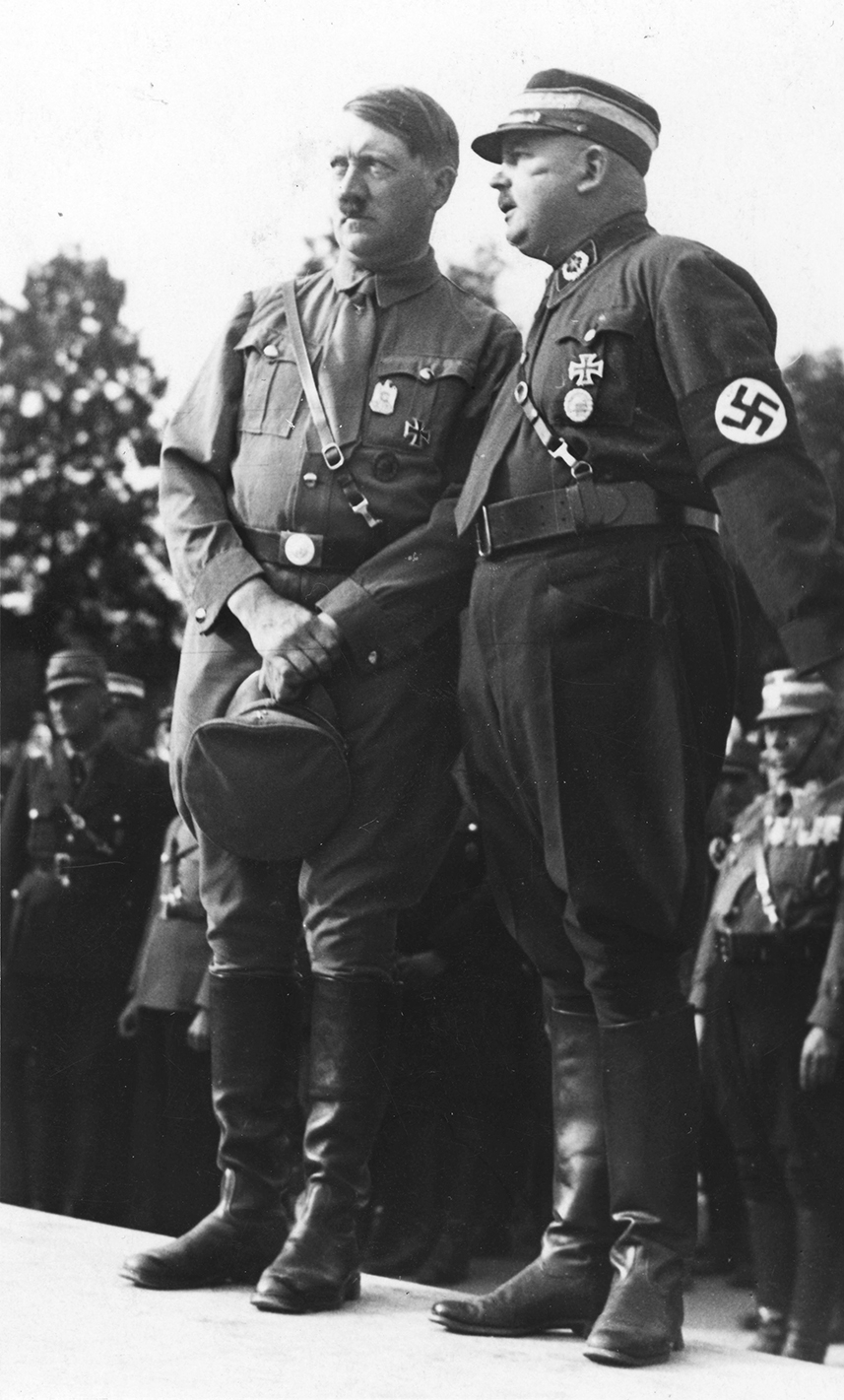
Гитлер и Рём на партсъезде. Нюрнберг, август 1933

После прихода национал-социалистов к власти Рём призвал ко «второй революции» с радикальными социальными преобразованиями и видел в «своих» СА ядро будущей «народной милиции», в которую он также хотел включить рейхсвер. Эта идея была решительно отвергнута рейхсвером. В результате Рём вступил в очередной спор с Гитлером и его сторонниками из СС и рейхсвера. Хотя существуют письменные свидетельства о попытках Рёма объяснить необходимость существования СА и СС параллельно с рейхсвером, такие признания вряд ли соответствовали его убеждениям. Рём все больше дистанцировался от официальной линии партии и рассматривал СА как «национал-социалистическую боевую организацию наряду с НСДАП», «абсолютно независимую» от партии.

### Убийство
Рём и члены СА считали себя авангардом «национал-социалистической революции». После прихода Гитлера к власти они ожидали кардинальных перемен в жизни Германии, в том числе привилегий для себя. Они не догадывались, что Гитлер более не нуждался в штурмовиках с их опытом уличного насилия.
Офицерский корпус требовал устранения Рёма и роспуска СА в качестве условия поддержки Гитлера. Несмотря на идейную близость, Гитлер принял решение пожертвовать Рёмом. Гитлер обвинил Рёма в заговоре и принял личное участие в его аресте (30 июня 1934). Одновременно с арестом Рёма была расстреляна без суда большая группа руководителей СА.
Через день Гитлер приказал принести Рёму в камеру свежую газету со статьёй о его разоблачении и казни сторонников, и пистолет с одним патроном, надеясь, что, прочитав статью, Рём застрелится, но тот отказался или, возможно, не успел решиться. Через 10-15 минут после этого в камеру вошли бригадефюрер СС Теодор Эйке и его адъютант штурмбаннфюрер СС Михель Липперт, вооружённые пистолетами. Рём отложил газету, подошёл к окну, стал лицом к двери, вскинул правую руку и крикнул «Славься, мой фюрер!», через секунду Липперт и Эйке произвели в область торса Рёма четыре выстрела (по два каждый), от которых Рём скончался на месте. В дневнике Эйке была запись, согласно которой он просто стоял в дверях камеры, а Липперт убил Рёма, выстрелив ему сначала в грудь, а затем в голову. Также, согласно тем же записям, Рём якобы крикнул не «Славься, мой фюрер!», а «Пусть Адольф лично стреляет в меня!».

## Сочинения
- Geschichte eines Hochverräters. München: Franz Eher Nachf., 1928.
- SA. und SS. // Almanach der nationalsozialistischen Revolution. Berlin: Brunnen, 1934. S. 64—71.

## В культуре
- Одно из главных действующих лиц в пьесе японского писателя Юкио Мисимы «Мой друг Гитлер», действие которой происходит в 1934 году.
- Прототип Манфреда Проэля, главы штурмовиков в романе Лиона Фейхтвангера «Братья Лаутензак» (1943).

### В кино
- 1967 — Путч Рёма[нем.] / Der Röhm-Putsch (ФРГ) режиссёр Гюнтер Греверт[нем.], в роли Эрнста Рёма — Ханс Корте[нем.]
- 2003 — Гитлер: Восхождение дьявола / Hitler: The Rise of Evil (Канада, США) режиссёр Кристиан Дюге, в роли Эрнста Рёма — Петер Стормаре
- 2009 — Разведчица: Легенда об Ольге, (Россия) режиссёр Кирилл Капица, в роли Эрнста Рёма — Сергей Гамов
- 2020 — К абсолютной власти через убийство — Гитлер истребляет СА / Durch Mord zur absoluten Macht — Hitler dezimiert die SA. Док. Франция, arte)